# Pachyramphus cinnamomeus
Pachyramphus cinnamomeus là một loài chim trong họ Tityridae.